# Nathalie Basteyns
Nathalie Basteyns (Hasselt, 26 juli 1972) is een Vlaams film- en televisieregisseur.

## Biografie
Basteyns studeerde film aan Sint-Lukas te Brussel. Haar vader was acteur Willy Basteyns, bekend als Willy in de tv-serie Het Geslacht De Pauw. Hij stierf op 7 januari 2013.
Haar eerste kortfilm en tevens eindwerk van haar opleiding, De Kus, werd in 1997 uitgebracht. Het was een documentaire over het huwelijk van haar ouders. De film werd gelauwerd met de TV2-prijs op de Lange Nacht van de Korte Film en de grote prijs Regards Neufs op het Vision du Reel-filmfestival in Nyon. Ze was assistent-regisseur en regisseur van de tweede unit bij S. van Guido Henderickx. In 2004 produceerde ze de kortfilm van Kaat Beels, Cologne waarin Geert Van Rampelberg en Sara De Roo speelden. Voor het televisieprogramma De Wereld Van Tarantino van Canvas draaide ze ook samen met Beels de documentairefilm La Maison du Fada, over de Unité d'Habitation (een appartementsgebouw van Le Corbusier in Marseille). In diezelfde reeks draaiden ze ook I love America, over immigranten in New York.
Voor VTM regisseerde ze, weer samen met Beels, de televisieseries Jes (2009) en Clan (2012). Voor Jes schreven ze ook het scenario. Nog met Beels regisseerde ze in 2017 het aangrijpend drama Façades met Natali Broods en Johan Leysen in de hoofdrollen (vader-dochter).
Voor de documentaireserie Taboe draaide Basteyns in 2011 Stil levend, een documentaire over zelfdoding.
Als reportagemaker leverde Nathalie Basteyns reportages bij TV Brussel, Eén, Canvas en VTM. Ze was reporter voor Napels Zien, De Wereld is Klein, Ieder Zijn Wereld, Bal Mondial, Vlaanderen Vakantieland, Witte Raven, Koppen, De Wereld van Tarantino, Belga Sport en Telefacts. Sinds 2000 heeft ze haar eigen productiehuis Visjes Films.
Vanaf eind 2013 werkte ze samen met Kaat Beels aan de reeks Beau Séjour voor Eén, in een productie van deMENSEN die vanaf 1 januari 2017 uitgezonden wordt.
In 2023 won ze de Prix Europa voor de VRT Canvas-documentaire Mirakel n° 71, een documentaire in samenwerking met Lieve Blancquaert over de roadtrip naar Lourdes, waar Basteyns op een mirakel hoopt.
- Gemeinsame Normdatei: 1131201086
- International Standard Name Identifier: 0000 0004 6019 3131
- Système universitaire de documentation: 244035733
- Virtual International Authority File: 43148521978420850667
- WorldCat: E39PBJfmqCp6jRXYGyj9kk6tKd